# Vilmantas Matkevičius
Vilmantas Matkevičius (* 5. Mai 1960) ist ein litauischer Basketballtrainer und ehemaliger -spieler.

## Laufbahn
Matkevičius spielte in Deutschland bei der TSG Westerstede, ab 1996 war er in Cuxhaven tätig und absolvierte eine Ausbildung in der Wohnungsbauwirtschaft. Zur Saison 2000/01 trat er das Amt des Cheftrainers beim SV Rot-Weiss Cuxhaven an, der damals in der zweiten Regionalliga spielte. Zunächst agierte der zwei Meter große Center als Spielertrainer, ehe er sich auf die Aufgaben als Trainer beschränkte.
2003 führte er Cuxhaven zum Aufstieg in die erste Regionalliga und 2004 in die 2. Basketball-Bundesliga. Die nunmehr in Cuxhaven BasCats umbenannte Mannschaft wurde unter der Leitung des Litauers zu einer festen Größen in der zweithöchsten deutschen Spielklasse. In der Saison 2006/07 landete Matkevičius’ Truppe auf dem dritten Tabellenrang der Nord-Staffel und qualifizierte sich dadurch für die neue 2. Bundesliga ProA. Ab 2007 (und bis 2011) war sein Sohn Benas sein Co-Trainer. 2008 wurde Cuxhaven unter seiner Leitung ProA-Zweiter, errang damit das sportliche Aufstiegsrecht, stellte aber keinen Lizenzantrag für die Basketball-Bundesliga, weil für eine Teilnahme an der höchsten deutschen Spielklasse die finanziellen Voraussetzungen und eine geeignete Heimspielstätte fehlten. 2010 führte Matkevičius die Mannschaft abermals zur Vizemeisterschaft, der Verein verzichtete jedoch wieder auf den Aufstieg. Im Mai 2010 zog Cuxhaven ins Endspiel des DBB-Pokals ein, der in dieser Saison ohne die Teilnahme von Erstligisten stattfand, und verlor dort mit 72:76 gegen Bayreuth.
Kurz vor dem Saisonbeginn 2011/12 musste sich Matkevičius einer Hüftoperation unterziehen. Bis Mitte Februar 2012 war er deshalb arbeitsunfähig und wurde von seinem Assistenten Krists Plendišķis vertreten, der letztlich fest die Nachfolge des Litauers antrat, als Matkevičius und die BasCats ihre Zusammenarbeit Ende Februar 2012 beendeten.